# 森泰造
森 泰造（もり たいぞう）は、日本の経営コンサルタント、コーチ、実業家。株式会社みらい創世舎代表取締役。一般社団法人日本GHCDコーチング協会代表理事、元ケンタッキートレーニングコーチ。ケンタッキーフライドチキン勤務時代には、5,000人以上の人材育成と組織改革に携わり、新入社員育成改革の実現に大きな貢献を果たした。リーダーシップやコーチングなどに関する著書も複数出版。

## 人物・略歴
熊本県生まれ。西南学院大学卒業後、日本KFCホールディングスに入社。店長、SV、FC担当。その後、トレーニングコーチとして5,000人以上の人財を育成。店長として着任した店舗では、すべて「結果にフォーカスした人財育成法」で増益を達成。エンパワメントを大胆に取り入れる経営で、士気の低下していたベテラン店長の能力を開花させ、1年で日本一に導いたり、年間1千万円を超す赤字店舗を1年で黒字化するなどの実績を上げる。また、「主体性を生かし、発揮させ成果につなげるか?」をテーマとする指導法により、スーパーバイザー研修店舗マネジメント実査研修、ホスピタリティ実践研修、コーチングスキルアップ研修など新しい教育ツールを次々と開発。運営を全国に拡大し、研修受講希望者は150％以上増加させる。新入社員研修改革を行い、退職者を80％減少させるなどの実績を残す。
飲食業界では、正社員の半数が入社3年以内に辞めるなど、離職率が高いことで知られるが、KFCは、離職率を極めて低いレベルに抑え、2015年度には新入社員の2年以内の離職者数をゼロにまでした。森によれば、KFC社員の離職率が低いのは「部下のほめ方」が関係しているといい、ポイントのひとつはリーダー自身が「なんのためにほめるのか」を明確にすることで、「人格ではなく具体的な行動をほめる」ことも大事だとしている。
2015年、KFCから独立し、株式会社みらい創世舎を設立。独立後も現場の実務とコーチング、NLP（神経言語プログラミング）、発達心理学の理論の組み合わせにより、主体性を発揮させる独自の人財育成理論を確立。理想の未来像を描き、ありたい自分にチャレンジするプロセスを通して成果と成長を手に入れる「みらい創世プログラム」「GHCDコーチング」を考案。現場での再現力が高いコーチングの実践講座などを行っている。
弁護士、メーカーマネージャー、外資系メーカー役員、経営コンサルタントなどのコーチング実績のほか、東京都内の中学校、高等学校、特別養護老人ホーム、公益財団法人、商工会議所、テレビ局、その他民間企業などを対象に研修実績を重ねる。
2022年8月8日には、企業の組織活性化と意欲的にチャレンジができる次世代のリーダーを増やすことを目指すコーチングコミュニティ「日本GHCDコーチング協会」を設立。
2023年9月9日、一般社団法人日本GHCDコーチング協会を設立、代表理事に就任。

## 著書
- 『ケンタッキー流 部下の動かし方』（2017年11月16日、あさ出版 ）ISBN 9784866670034
- 『最高の上司は、何も教えない。自分も部下も結果がすぐ出るマネジメントの鉄則43』（2019年2月1日、ビジネス社）ISBN 9784828420714

## 参考サイト
- チキンを揚げてモチベーションも上げるにはどうするの? 尾藤 克之 - アゴラ
- 「いまどき部下」と成果出すには（Bizワザ） - 日本経済新聞
- 這間肯德基，一年內從評價吊車尾翻身全日本第一！「軟爛」店長怎麼醒過來的？ - 商周
- 團隊愈優秀，主管就愈要小心！任何職場異狀，都可能是災難導火線 - 遠見